# Selección de baloncesto de Hong Kong
La selección de baloncesto de Hong Kong es el equipo formado por jugadores de nacionalidad hongkonesa que representa a la Asociación de Baloncesto de Hong Kong (en chino, 香港籃球總會) en las competiciones internacionales organizadas por la Federación Internacional de Baloncesto (FIBA) o el Comité Olímpico Internacional (COI): los Juegos Olímpicos, la Copa Mundial de Baloncesto y el Campeonato FIBA Asia.

## Historia
Fue creada en el año 1957 y es uno de los miembros más viejos de FIBA Asia, participando por primera vez en el Campeonato FIBA Asia en el año 1960 en donde terminó en quinto lugar en el torneo jugado en Manila, Filipinas; y junto a Filipinas es una de la selecciones con más participaciones en el torneo continental.
También ha participado en varias ocasiones en los Juegos Asiáticos pero sin mucho éxito.

## Historial

### Copa Mundial
Resultado General: No ocupa puesto
| Copa Mundial de Baloncesto |
| --- |
| - 1950: No calificó - 1954: No calificó - 1959: No calificó - 1963: No calificó - 1967: No calificó - 1970: No calificó - 1974: No calificó - 1978: No calificó - 1982: No calificó - 1986: No calificó - 1990: No calificó - 1994: No calificó - 1998: No calificó - 2002: No calificó - 2006: No calificó - 2010: No calificó - 2014: No calificó - 2019: No calificó - 2023: No calificó - 2027: TBD |

### Juegos Olímpicos
| Baloncesto en los Juegos Olímpicos |
| --- |
| - Berlín 1936: No calificó - Londres 1948: No calificó - Helsinki 1952: No calificó - Melbourne 1956: No calificó - Roma 1960: No calificó - Tokio 1964: No calificó - México 1968: No calificó - Múnich 1972: No calificó - Montreal 1976: No calificó - Moscú 1980: No calificó - Los Ángeles 1984: No calificó - Seúl 1988: No calificó - Barcelona 1992: No calificó - Atlanta 1996: No calificó - Sídney 2000: No calificó - Atenas 2004: No calificó - Pekín 2008: No calificó - Londres 2012: No calificó - Río 2016: No calificó - Tokio 2020: No calificó - París 2024: No calificó |

### Campeonato FIBA Asia
| Campeonato FIBA Asia | Campeonato FIBA Asia | Campeonato FIBA Asia | Campeonato FIBA Asia | Campeonato FIBA Asia | Campeonato FIBA Asia |
| -------------------- | -------------------- | -------------------- | -------------------- | -------------------- | -------------------- |
| - 1960: 5° Lugar     |                      | - 1983: 7° Lugar     |                      | - 2005: 15° Lugar    |                      |
| - 1963: 6° Lugar     |                      | - 1985: 13° Lugar    |                      | - 2007: 13° Lugar    |                      |
| - 1965: 8° Lugar     |                      | - 1987: 14° Lugar    |                      | - 2009: No calificó  |                      |
| - 1967: 9° Lugar     |                      | - 1989: 13° Lugar    |                      | - 2011: No calificó  |                      |
| - 1969: 9° Lugar     |                      | - 1991: 11° Lugar    |                      | - 2013: 10° Lugar    |                      |
| - 1971: 9° Lugar     |                      | - 1993: 13° Lugar    |                      | - 2015: 12° Lugar    |                      |
| - 1973: 11° Lugar    |                      | - 1995: 15° Lugar    |                      | - 2017: 15° Lugar    |                      |
| - 1975: 9° Lugar     |                      | - 1997: 14° Lugar    |                      | - 2022: No calificó  |                      |
| - 1977: 10° Lugar    |                      | - 1999: 13° Lugar    |                      | - 2025: ?            |                      |
| - 1979: 11° Lugar    |                      | - 2001: 11° Lugar    |                      |                      |                      |
| - 1981: 10° Lugar    |                      | - 2003: 13° Lugar    |                      |                      |                      |

### Videos
- Kuwait v Hong Kong - Group B - Game Highlights - 2015 FIBA Asia Championship Youtube.com video

- Datos: Q2396374
- Multimedia: Hong Kong national basketball team / Q2396374